# Maria Teresa Ocaña i Gomà
Maria Teresa Ocaña i Gomà (Barcelona, 26 de juliol de 1947), conservadora de museus, va ser la directora del Museu Picasso i del Museu Nacional d'Art de Catalunya.

## Biografia
Es va llicenciar en Filosofia i Lletres per la Universitat de Barcelona i el 1978 va obtenir el títol de curator tècnica de museus. Des del 1983 i durant 23 anys va dirigir el Museu Picasso de Barcelona, agafant el relleu de Rosa Maria Subirana i Torrent, tot eixamplant les relacions d'aquest amb museus d'arreu del món i ampliant-ne la superfície, actualment d'uns 10.000 metres quadrats. També ha organitzat diverses exposicions d'art arreu de Barcelona. Està especialitzada en art modern, especialment dels segles xix i xx i ha escrit diverses obres divulgatives. Durant molts anys fou jurat del Premi Príncep d'Astúries i el 2004 va rebre el títol de Cavaller de l'Orde Francès de les Arts i les Lletres.
Ocaña va presentar la seva candidatura per a dirigir el MNAC, i va ser escollida per un jurat format per experts de tot el món, entre els quals Neil McGregor, director del Museu Britànic, o Manel Borja-Villel, entre d'altres. La seva proposta museística al MNAC tracta d'interrelacionar la investigació museística i universitària i completar algunes llacunes de la col·lecció permanent, dedicant-hi un pressupost específic, per a adquisicions d'obres. Des del seu nomenament va inaugurar el 2007 un àmbit dedicat a Picasso i el 2008 una sala amb art català d'avantguarda. També és membre de la Junta de Museus de Catalunya.

## Obra publicada
- 1995 - El Museo de Picasso de Barcelona. Everest de Ediciones y Distribucion, S.L. ISBN 9788424139414
- 1997 - «La fábrica de dibujos» i «Los años de la eclosión: Barcelona - Madrid - París, 1900-1904». A: Picasso: la formación de un genio, 1890-1904. Dibujos del Museu Picasso de Barcelona. ISBN 84-7782-463-0
- 2003 - Picasso and Caricature: From Satier to stylistic distortion.ISBN 9780853318880